# Triathlon ai XII Giochi panafricani
Le competizioni di triathlon ai XII Giochi panafricani di Rabat 2019 si sono svolte dal 24 al 25 agosto 2019 a Rabat, in Marocco.

## Podi

### Uomini
| Evento                 | Oro         | Argento                   | Bronzo         |
| Individuale (dettagli) | Badr Siwane | Mohammed El Mehdi Essadiq | Oussama Hellal |

### Donne
| Evento                 | Oro                | Argento                  | Bronzo              |
| Individuale (dettagli) | Basmla ElSalamoney | Laurelle Elizabeth Brown | Andie Leigh Kuipers |

### Misti
| Evento               | Oro                                                                   | Argento                                                                 | Bronzo                                                                 |
| Staffetta (dettagli) | Tunisia Syrine Fattoum Ons Lajili Mohamed Aziz Sebai Seifeddine Selmi | Algeria Nazim Omar Benyelles Oussama Hellal Imene Maldji Kahina Mebarki | Egitto Basmla Elsalamoney Rehab Hussein Mohamed Khalil Mohamed Shehata |

## Medagliere
| #      | Nazione  | Oro | Argento | Bronzo | Totale |
| ------ | -------- | --- | ------- | ------ | ------ |
| 1      | Marocco  | 1   | 1       | 0      | 2      |
| 2      | Egitto   | 1   | 0       | 1      | 2      |
| 3      | Tunisia  | 1   | 0       | 0      | 1      |
| 4      | Algeria  | 0   | 1       | 1      | 2      |
| 4      | Zimbabwe | 0   | 1       | 1      | 2      |
| Totale | Totale   | 3   | 3       | 3      | 9      |